# 曼达斯
曼达斯（義大利語：Mandas），是意大利撒丁大区南撒丁省的一个市镇。总面积45.04平方公里，人口2290人，人口密度50.8人/平方公里（2009年）。ISTAT代码为092036。